# SNCF A1AA1A 68000
Die dieselelektrischen Lokomotiven der Baureihe A1AA1A 68000 wurden zwischen 1963 und 1968 für die SNCF gebaut. Es sind Streckendiesellokomotiven für Reise- und Güterzüge mit der Achsfolge (A1A)'(A1A)'.

## Geschichte und Beschreibung

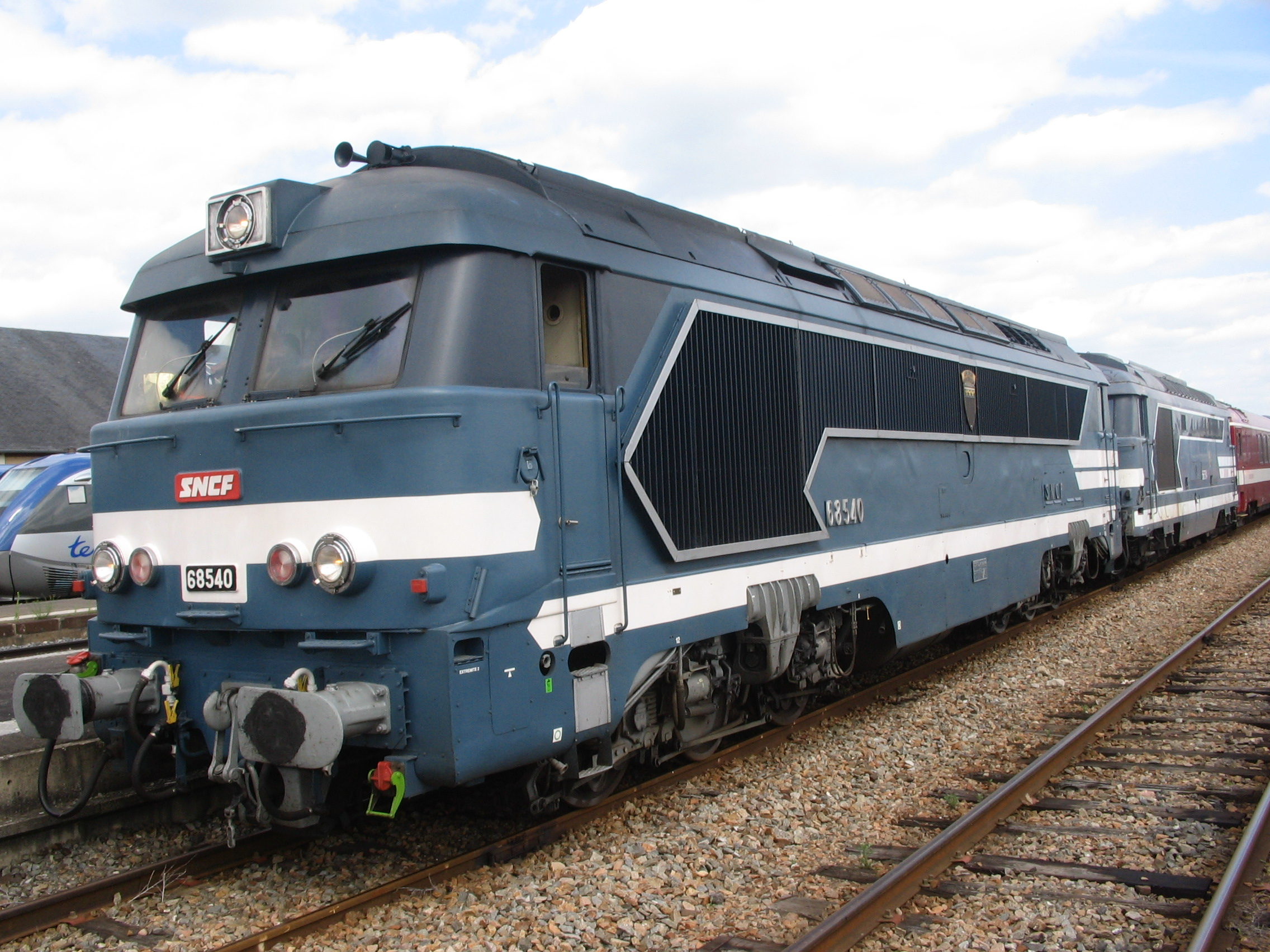
A1AA1A 68540 in Doppeltraktion vor einer BB 67400 in Montluçon, 2015

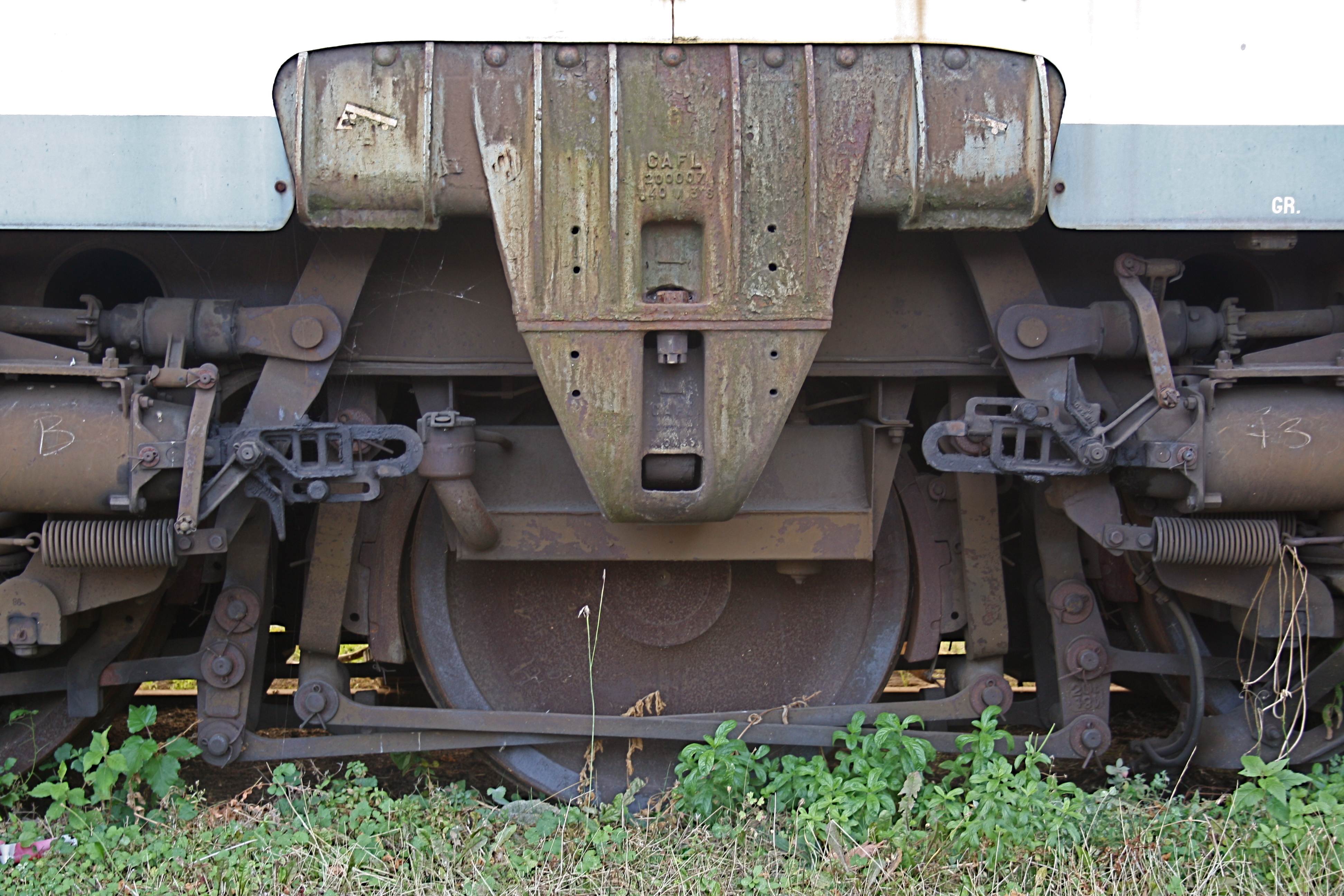
Laufachse in einem Drehgestell der in Chalindrey abgestellten A1AA1A 68507

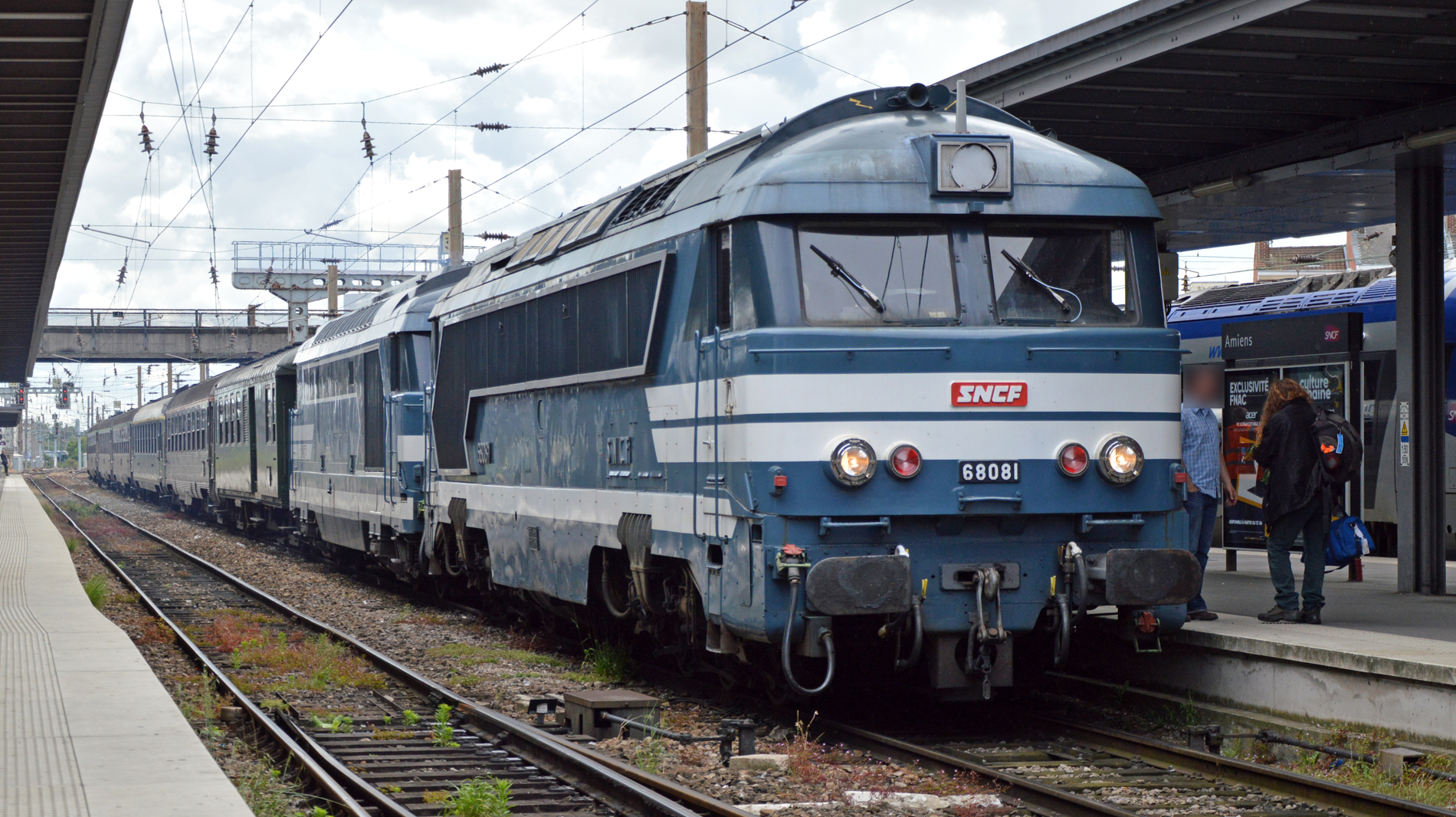
A1AA1A 68081 vor BB 67615 in Amiens, 2019

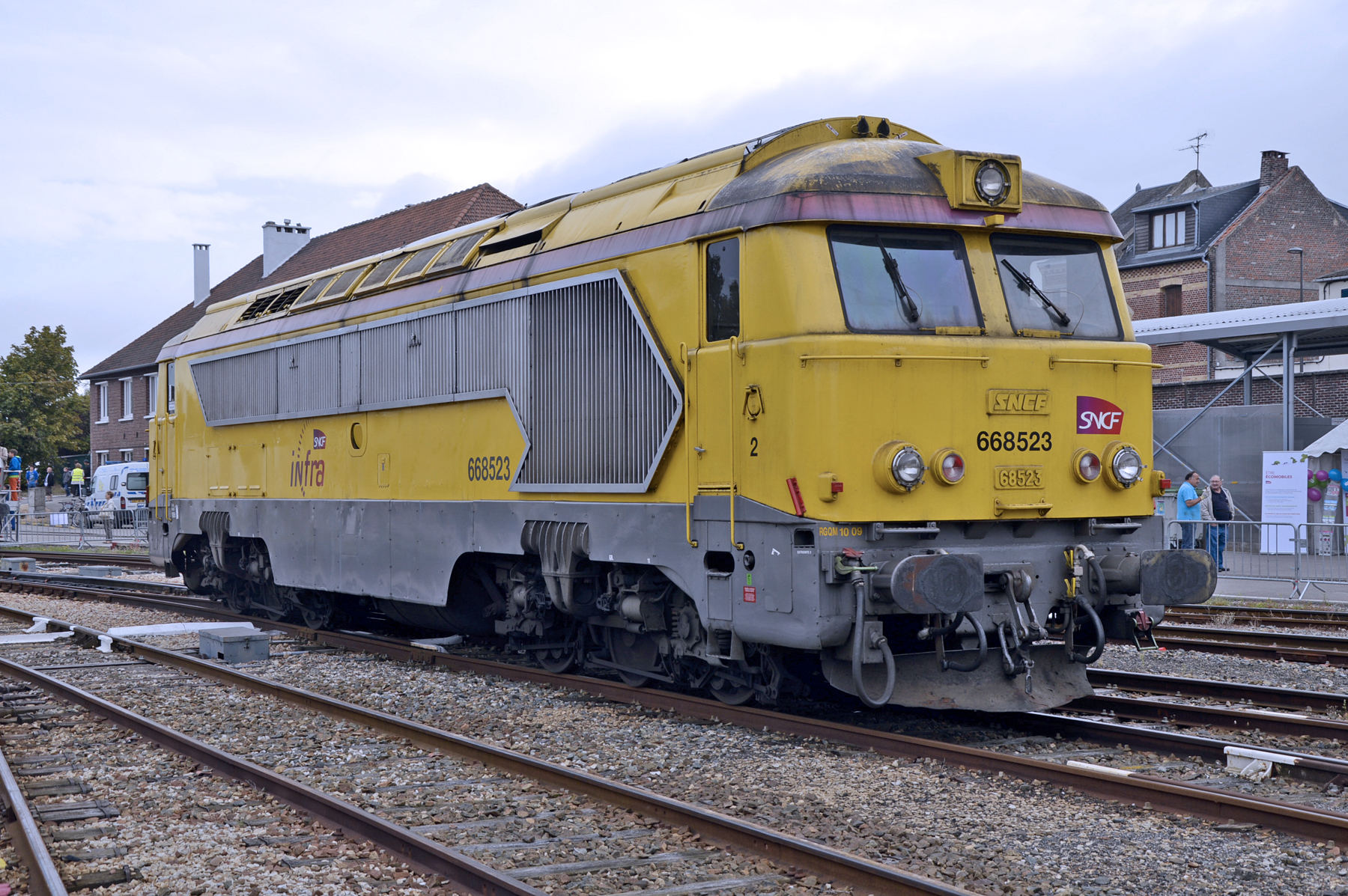
A1AA1A 68523 in der Lackierung „Infra“, 2013

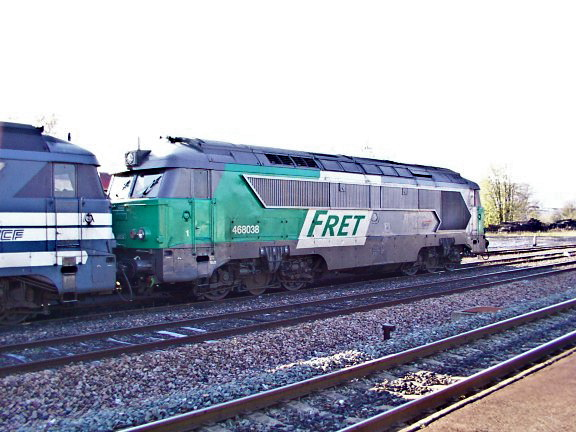
A1AA1A 68038 der SNCF-Gütersparte „Fret“, 2002

Jedes Drehgestell besitzt zwei Fahrmotoren, einen für jede Treibachse. Die mittleren (Lauf)Achsen der dreiachsigen Drehgestelle sind nicht angetrieben. Durch Änderung der Federn an den Laufachsen kann wahlweise ein Reibungsgewicht von 72 oder 80 Tonnen hergestellt werden, also ein maximaler Achsdruck der Treibachsen von 18 oder 20 Tonnen. Mit dieser ungewöhnlichen Bauweise kann entweder der Achsdruck für Strecken mit leichterem Oberbau verringert oder aber die Reibung der Treibräder erhöht werden. Für die Zugheizung sind die Loks mit einem schweren Dampferzeuger ausgestattet, der diese Lösung erforderlich machte.
Die Unterbauarten 68000 und 68500 unterscheiden sich lediglich durch die Dieselmotoren. Es sind 12-Zylinder-Motoren mit 1985 kW Leistung eingebaut, die bei den Maschinen 68000 bis 68085 von Sulzer (Typ 12 LDA 24) und den 68501 bis 68540 von der SACM (Typ AGO DSHR 2700) stammen. Der Sulzer-Dieselmotor hat eine Bohrung von 230 mm und einen Hub von 220 mm. Im Lauf der Zeit wurden die Motoren mehrerer Maschinen getauscht und die Lokomotiven ggf. von 68500 nach 68000 (und umgekehrt) umnummeriert. Ehemalige 68500 waren die Maschinen 68005 und 68082 bis 68085, ehemalige 68000 die Maschinen 68530 bis 68540.
Die Maschinen wurden am 7. Juni 1961 bestellt. Die erste Lokomotive konnte am 13. Dezember 1963 im Depot Chalindrey übergeben werden und wurde ab 1964 im Regelbetrieb eingesetzt. Bis 1968 wurden 110 Maschinen in zwei Serien gebaut.
Die Lokomotiven der Serien 68000 und 68500 sind mehrfachtraktionsfähig und zu diesem Zweck untereinander wie auch mit den Baureihen BB 67000 und BB 67200 kuppelbar.
Mit dem Auftauchen stärkerer Lokomotiven wie den BB 67300, BB 67400 und CC 72000 wurde die Baureihe schon 1967 aus dem hochwertigen Verkehr verdrängt. Fortan zog sie nur noch dampfbeheizte Personenzüge und wanderte Mitte der 1970er Jahre ganz in den Güterverkehr ab. Zwischen 1977 und 1982 wurden bei Hauptuntersuchungen die Führerstände umgebaut sowie die Dampfkessel ausgebaut und durch Ballastgewichte ersetzt.
Aus Mangel an geeigneten Triebfahrzeugen kehrten A1AA1A 68000 1995/96 noch einmal kurzzeitig in den hochwertigen Verkehr zurück. In Doppeltraktion mit BB 67300 und BB 67400 vor Reisezügen ersetzten sie Turbotrains auf der Relation Paris-Cherbourg.
In den letzten Jahren wurden die Lokomotiven nur noch im Güterverkehr und vor Bauzügen verwendet. Mindestens zwei der Maschinen (68523 und 68537) kamen zu SNCF Infra und erhielten eine gelbe Lackierung. Bis auf die 68081, die 68506 und die 68540 sind inzwischen alle ausgemustert.